# 禁止网站统一登记表
禁止网站统一登记表（俄语：Единый реестр запрещённых сайтов）是用于维护和使用包含在俄罗斯禁止分发的信息的站点数据库的自动化信息系统。该网站也链接到 blocklist.rkn.gov.ru，用于查询某站点是否已经被封锁。
根据2012年10月26日第1101号俄罗斯联邦政府法令，登记表由联邦通信、信息技术和大众传媒监督局维护。
该登记表是根据俄羅斯國家杜馬89417-6法案创建的，该法律被引用在编号为149-FZ的联邦法律“关于信息技术和保护信息法”的第15条。根据这条规定，联邦机构在以下情况下做出决定后，可以封锁某网站： 
- 儿童色情制品或在色情性质的活动中使用未成年人作为表演者的广告。
- 制造或接收毒品、精神药物及其前体的信息。
- 自杀方法和引导自杀的信息。
- 成为犯罪受害者的未成年人的个人信息[4]。
- 含有法院判决禁止传播的信息的资源（网上赌场、极端主义材料、假文凭交易等）。

## 网站
可以使用 eais.rkn.gov.ru 网站访问登记表，但网站上无法查看全部登记表，仅能
- 查询某网站或URL是否在登记表中。
- 举报某违法网站。
- 持有执照的电信运营商可以获取登记表中包含的完整清单。